# Baume des Peyrards
La baume des Peyrards est un site préhistorique situé sur le territoire de la commune de Buoux, dans le Vaucluse (région Provence-Alpes-Côte d'Azur, France).
C'est un vaste abri creusé dans la molasse au pied d'une paroi légèrement surplombante, long d'une quarantaine de mètres et profond de quatre à cinq mètres. Son exposition au sud-est et sa situation au fond d'un vallon encaissé sur la rive droite de l'Aigue Brun en ont fait un refuge de choix pour les Néandertaliens, qui l'ont utilisé à plusieurs reprises comme halte de chasse puis comme habitat permanent.

## Invention et études ultérieures
Le site est visité en 1808 par le naturaliste avignonnais Esprit Requien, à la recherche d'ossements fossiles. Il est fouillé par Jules de Terris à partir de 1865, Émile Arnaud en 1866 et 1867, Louis Jullian en 1884 et Frank Moulin en 1900. Il fait l'objet d'investigations plus poussées entre 1902 et 1910 par deux notables de la région, Marc Deydier et Frédéric Lazard, qui ouvrent une coupe de trois mètres de profondeur. Les fouilles sont reprises par Henry de Lumley à partir de 1955.

## 80 000 ansd'occupation humaine
La baume des Peyrards a été occupée au Paléolithique moyen, de −130 000 à −50 000 ans environ. L'habitat devait consister, selon Henry de Lumley, en une cabane de 11,5 m de long sur 7 m de profondeur, adossée à la paroi et dont l'emplacement était délimité par une ligne de gros blocs. Plusieurs foyers étaient installés à l'intérieur.
Le matériel moustérien comporte des outils en silex qui révèlent, pour un grand nombre, l'emploi de la méthode Levallois destinée à obtenir des éclats aux formes prédéterminées. Les restes de faune incluent le Bouquetin, le Cheval, l'Aurochs, le Cerf, le Chevreuil, la Marmotte, le Lapin, le Sanglier, l'Ours brun et le Loup, en proportions variables selon les unités stratigraphiques. Conjugués aux apports de la sédimentologie, ils permettent de suivre l'évolution du climat sur une période allant de la fin de la glaciation de Riss jusqu'à la fin du Würm ancien.
La baume des Peyrards a également livré quelques restes humains néandertaliens, quatre dents provenant de trois adultes jeunes et d'un enfant âgé d'une dizaine d'années.